# Svínoyar-Bjarni
Svínoyar-Bjarni, auch isländisch Bjarni úr Svinoy ‚Bjarne von Svinoy‘, Svínoy-Bjarne oder nur Bjarne (10. Jahrhundert auf Svínoy, Färöer;) war zur Wikingerzeit auf den Färöern ein Großbauer auf der Nordinsel Svínoy, der Schweineinsel.

## Leben
Bjarni hatte ein Gut auf Svínoy und galt als sehr reich. Der Färingersaga zufolge war Bjarnis Schwester Guðrun die Mutter des mächtigen Wikingerhäuptlings Tróndur í Gøtu.
970 war Bjarni zusammen mit Havgrímur am Mord an Brestir und Beinir auf Stóra Dímun beteiligt. Als sein Neffe Tróndur ihn aufforderte, im Anschluss an die Bluttat auch deren Söhne Sigmundur Brestisson (damals 9 Jahre alt) und Tóri Beinisson (damals 11) zu töten, verweigerte er das. Da sein Auftraggeber Havgrímur ebenfalls im Kampf fiel, musste für Bjarni die versprochene lebenslange Rente (3 Kühe jedes Frühjahr und 300 Ellen Wollgewebe jeden Herbst) ausbleiben.
Svínoyar-Bjarni konnte sich auf die Schonung ihres Lebens berufen, als Sigmundur und Tóri 983 aus Norwegen zurückkehrten. Der Sturm verschlug sie ausgerechnet nach Svínoy, und Bjarni arrangierte sich mit Sigmundur, indem er den Aufenthaltsort von Øssur Havgrímsson auf Skúvoy verriet und Sigmundur angeblich 50 seiner Leute zur Verfügung stellte.
Bjarni wird in dem Sigmundar kvædi (‚Sigmunds Gedicht‘) mehrmals erwähnt. In der Kirche von Svínoy befindet sich der Bjarnasteinur, der als Grabstein von Svínoyar-Bjarni gilt. Der Stein lag unter dem Boden der Kirche vergraben. Als die Kirche 1828 ersetzt wurde, wurde der Stein ausgegraben im Freien aufgestellt. Nach mündlicher Überlieferung war der Stein sehr alt und war schon lange vor seiner Bergung als Bjarnasteinur bekannt. Ob sich unter diesem Stein tatsächlich das Grabmal Bjarnis befand, ist nicht bekannt.